# Eunuch
Een eunuch is een man die gecastreerd is om politieke redenen. Aan de hoven van een aantal rijken werd castratie toegepast omdat de machthebber zeker wilde zijn dat hij de vader was van de kinderen van zijn vrouw(en). Voorbeelden zijn: het Perzische Rijk van de Achaemeniden, het Oude Egypte, het Byzantijnse Rijk, het Chinese Keizerrijk en het Neo-Assyrische Rijk.
Sommige eunuchen hebben grote politieke macht uitgeoefend, doordat ze dicht bij de machthebbers stonden en vaak groot vertrouwen genoten, zoals Bagoas.

## China

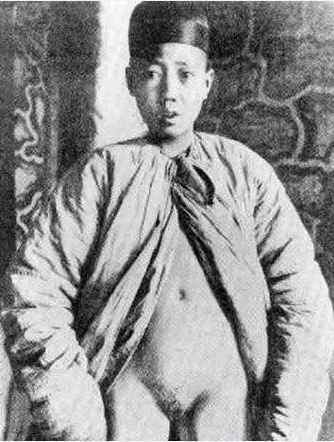
Een eunuch van de Qing-dynastie in 1901

In het keizerlijke China werden jongens uit arme gezinnen soms gecastreerd, om zo eunuch in het paleis te worden, dus kregen ze ook een betere toekomst. De lokale en provinciale adel volgden het voorbeeld van de keizer en hielden er ook eunuchen (vereenvoudigd Chinees: 太监; traditioneel Chinees: 太監; pinyin: tàijiān; Kantonees: T'aai Kaam; Vietnamees: thái giám) op na. Ouders stuurden vaak een zoon naar de hoven in de hoop dat deze hen later zou bevoordelen. Hierdoor ontstond het beroep van castreerder. Castreerders sneden (zonder verdoving) de gehele penis plus balzak van de jongetjes af, waarna de urineafvoer via een rietje in stand werd gehouden. De castreerder bewaarde de penis en ballen, die de eunuch later voor een fikse prijs kon terugkopen. Veel eunuchen wilden namelijk 'compleet' begraven worden, en droegen ook tijdens het leven hun geslachtsdeel in een zakje bij zich. In de late Ming en Qing-tijd waren zij berucht om hun corruptie.
Omdat eunuchen de enige mannen waren die in de woonvertrekken van de keizer met de harem mochten vertoeven, gebeurde het heel vaak dat een jonge keizer opgroeide in het gezelschap van eunuchen, die dan ook zijn beste vertrouwelingen werden. Het conflict tussen de "corrupte" eunuch en de "deugdzame" confucianistische ambtenaar die zich tegen zijn tirannie verzet, is een gemeenplaats geworden in de Chinese geschiedenis. In zijn "History of Government" wijst de Amerikaanse politicoloog Samuel Edward Finer (1915–1993) erop dat de werkelijkheid vaak wat genuanceerder was. Er waren ook heel bekwame eunuchen, die een waardevol adviseur van hun keizer waren, terwijl het verzet van de "deugdzame" ambtenaar niet zelden het blinde verzet van een lid van een geprivilegieerde kaste was tegen iedere ingrijpende verandering, ongeacht of die nu schadelijk of heilzaam was voor het land. Maar het waren in China doorgaans de ambtenaren die de geschiedenisboeken schreven.
Een bekende eunuch was de ontdekkingsreiziger Zheng He, de laatste Chinese eunuch was Zhang Xiangzhai (张祥斋), die in 1957 stierf.

## Byzantium
In het Byzantijnse Rijk waren ambten in het paleis voorbehouden aan eunuchen. Ook mannelijke familieleden van verslagen vijanden werden gecastreerd.

## Ottomaanse Rijk

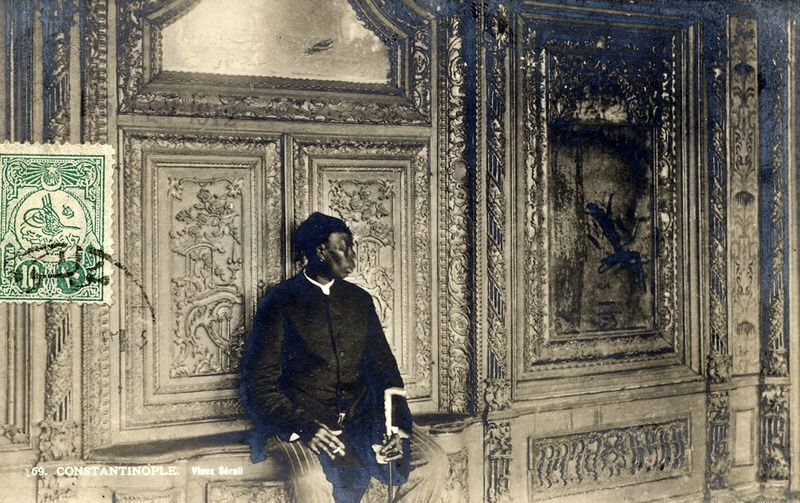
Een eunuch in 1912 voor de toegang tot de harem van de sultan

De sultan van het Ottomaanse Rijk hield er, net als de Chinese keizer en in navolging van het Byzantijnse Rijk, eunuchen op na. Dit waren ingevoerde slaven. Omdat de sharia verminking van slaven verbood, werden zij door handelaars buiten het islamitische gebied gecastreerd. Eunuchen klommen vaak hoog op in de hof-hiërarchie, waarbij de zwarte eunuchen het vaak het verst schopten. De Aga van de Meisjes was meestal de invloedrijkste eunuch aan het hof.
Een eunuch is niet per definitie impotent. Zeer gezocht waren daarom 'lidloze' eunuchen. Van deze jongemannen waren testikels én penis verwijderd. De lidloze eunuch was kostbaar omdat slechts een klein deel van de slachtoffers de 'operatie' overleefde. In de roman De brand van Istanbul is een eunuch de hoofdpersoon, het verhaal speelt zich deels af aan het Ottomaanse hof.

## Rusland

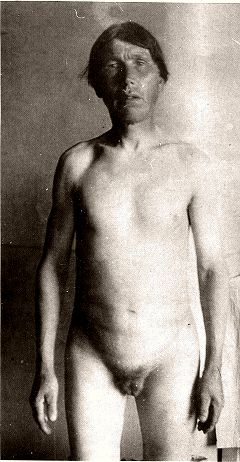
Een gecastreerde man van de Skopzi

In Rusland ontstond rond Oryol in de 18e eeuw een religieuze sekte Skopzi (скопцы) van 100.000 volgelingen waarvan de mannen zich om religieuze redenen zonder verdoving lieten castreren. Ze interpreteerden het Evangelie volgens Matteüs 19:12 en 18:8-9 letterlijk. Omdat ze vervolgd werden, weken ze uit naar Roemenië.

## Amerika
In de 20e eeuw lieten acht leden van de Amerikaanse sekte Heaven's Gate waaronder hun leider Marshall Applewhite zich castreren door een Mexicaanse dokter. Heel de sekte pleegde in 1997 collectief zelfmoord.